# Административное деление Украинской ССР
Советская Украина была образована 25 декабря 1917 года и получила разделение территории на губернии и уезды, оставшиеся в наследство от Российской империи. С 1 августа 1925 года делилась на 40 округов и 706 районов. Такое административное деление просуществовало до 9 февраля 1932 года.

## Административное деление на губернии

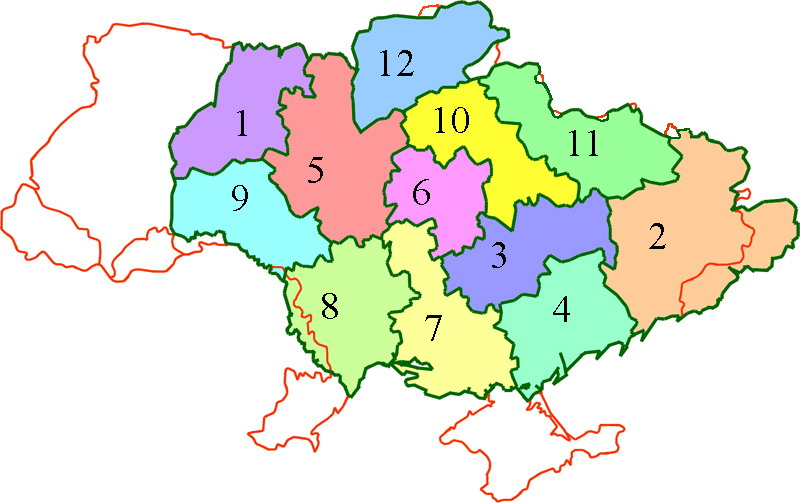
Губернии УССР в 1921 году

Территория УССР составилась из бывших губерний Российской империи: Харьковской, Полтавской, Киевской, Подольской, Херсонской и Екатеринославской (вошли полностью); из Волынской, Черниговской и Таврической, вошедших частично (Владимир-Волынский, Дубенский, Ковельский, Кременецкий, Луцкий, Ровенский уезды и 3⁄7 Острогожского уезда бывшей Волынской губернии отошли к Польше; уезды Суражский, Мглинский, Новозыбковский и Стародубский бывшей Черниговской губернии вошли в состав Гомельской губернии РСФСР; часть бывшей Таврической губернии, занимавшая площадь Крымского полуострова, составила Крымскую Автономную Республику); а также из части области Войска Донского (часть Таганрогского, Донецкого и Черкасского округов).
В составе УССР старые губернии подверглись значительному перераспределению и к 1922 году были поделены на 12 губерний общей площадью 408 052 квадратных версты:
1. Волынская губерния (30 282 врс²)
2. Донецкая губерния (54 259 врс²)
3. Екатеринославская губерния (32 267 врс²)
4. Запорожская (до 23 марта 1921 — Александровская) губерния (28 143 врс²)
5. Киевская губерния (42 048 врс²)
6. Кременчугская губерния (24 757 врс²)
7. Николаевская губерния (32 983 врс²)
8. Одесская губерния (32 898 врс²)
9. Подольская губерния (30 097 врс²)
10. Полтавская губерния (30 438 врс²)
11. Харьковская губерния (37 039 врс²)
12. Черниговская губерния (32 841 врс²)

Кроме перераспределения губернских территорий, изменения произошли и на уездном уровне. Количество уездов составило 101.
К 1923 году число губерний сократилось до 9 (были ликвидированы Кременчугская, Николаевская и Запорожская) а вместо уездов было создано 53 округа.
В конце 1924 года на территории Подольской и Одесской губерний была создана Автономная Молдавская ССР (АМ ССР).
К весне 1925 года губернии были ликвидированы, округа же стали формально подразделять по экономическим зонам.

## Административное деление на округа
В 1923 году губернии, входившие в состав Украинской ССР, были разделены на округа (вместо уездов), которые, в свою очередь, делились на районы (вместо волостей). В 1925 году губернии на Украине были ликвидированы, и округа перешли в непосредственное подчинение республике, группируясь по экономическим зонам (Полесье, Правобережье, Степь), количество которых в 1925—1930 годах разнилось.

## Административное деление с27 февраля1932 года
- Винницкая область
- Днепропетровская область
- Киевская область
- Одесская область
- Харьковская область

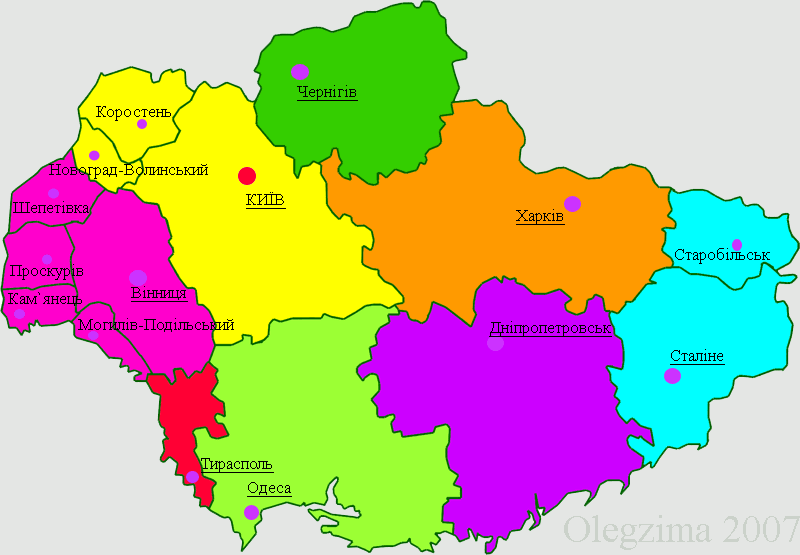
Области и округа УССР в 1932—1937 годах

- Молдавская Автономная Советская Социалистическая Республика (существует с 12 октября 1924 года, столица до 1929 — город Балта, затем Тирасполь)

## Административное деление на конец1932 года
- К вышеперечисленным областям добавились:
  - Донецкая область (17 июля 1932) — создана из частей Днепропетровской и Харьковской областей
  - Черниговская область (15 октября 1932) — создана из части Киевской области

С 24 июня 1934 года столицей УССР вместо Харькова стал Киев.

## Административное деление с22 сентября1937 года
- Винницкая область
- Днепропетровская область
- Донецкая область

Области УССР в 1937—1939 годах

- Житомирская область (создана из части Киевской области)
- Каменец-Подольская область (создана из части Винницкой области)
- Киевская область
- Николаевская область (из части Одесской области)
- Одесская область
- Полтавская область (из части Харьковской области)
- Харьковская область
- Черниговская область

## Административное деление с10 января1939 года
- Винницкая область

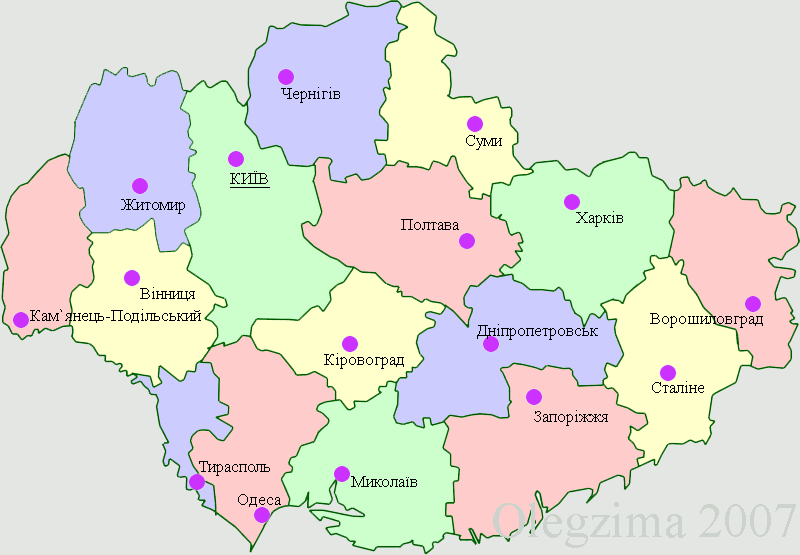
Области УССР в 1939—1940 годах

- Ворошиловградская область (создана 3 июня 1938 года из восточной части Донецкой области)
- Днепропетровская область
- Житомирская область
- Запорожская область (создана 10 января 1939 года из части Днепропетровской области)
- Каменец-Подольская область
- Киевская область
- Кировоградская область (создана 10 января 1939 года из части Николаевской области)
- Николаевская область
- Одесская область
- Полтавская область
- Сталинская область (до 3 июня 1938 года западные и южные части Донецкой области)
- Сумская область (создана 10 января 1939 года из части Харьковской области)
- Харьковская область
- Черниговская область

## Административное деление на22 июня1941 года

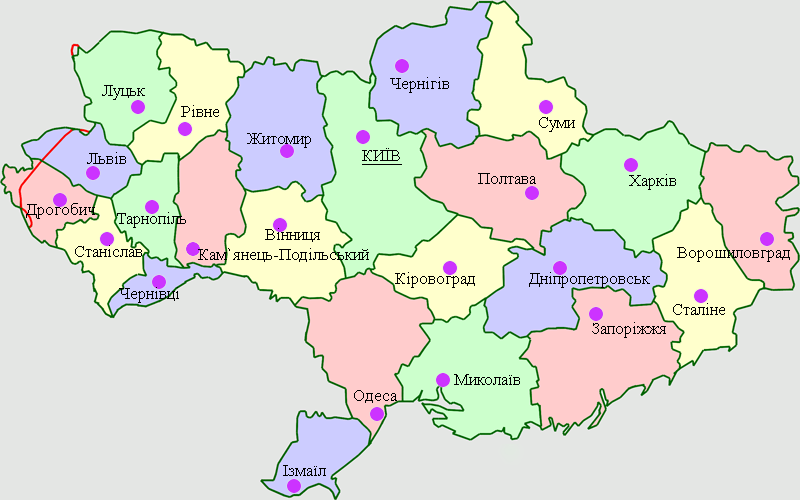
Области УССР в 1940—1945 годах

- После вхождения Западной Украины в состав УССР в 1939 году было образовано 6 областей (4 декабря 1939 г.):
  - Волынская область (центр — Луцк, 28 районов);
  - Дрогобычская область (30 районов);
  - Львовская область (37 районов);
  - Ровенская область (30 районов);
  - Станиславская область (34 района);
  - Тернопольская область (38 районов).
- С присоединением  Бессарабии к СССР в состав Украины 7 августа 1940 года на её украинской территории были созданы 2 области:
  - Черновицкая область (из Хотинского района Бессарабии и Северной Буковины);
  - Аккерманская область (центр — город Аккерман (Белгород-Днестровский) — из южных украиноязычных районов Бессарабии).
- На большей части Бессарабии 28 июня 1940 года была образована Молдавская Советская Социалистическая Республика, к которой отошла половина территории Молдавской Автономной Советской Социалистической Республики входившей в УССР. Другая её часть была отдана Одесской области УССР.
- 7 декабря 1940 года центром Аккерманской области стал Измаил, а сама область переименована в Измаильскую.
- В 1940 году центром Каменец-Подольской области вместо Каменца-Подольского стал Проскуров (название области при этом не изменилось).

Таким образом перед войной на территории УССР существовало 23 области.

## Административное деление на1 января1954 года
- Винницкая область
- Волынская область
- Ворошиловградская область
- Днепропетровская область
- Дрогобычская область
- Житомирская область

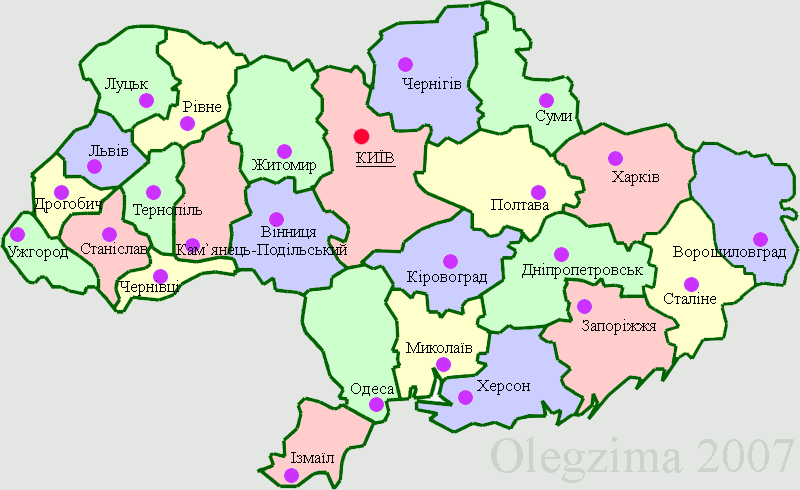
Области УССР в 1946—1954 годах

- Закарпатская область (создана 22 января 1946 года на территории Закарпатской Украины, которая перешла к УССР после окончания Великой Отечественной войны)
- Запорожская область
- Измаильская область
- Каменец-Подольская область
- Киевская область
- Кировоградская область
- Львовская область
- Николаевская область
- Одесская область
- Полтавская область
- Ровенская область
- Сталинская область
- Станиславская область
- Сумская область
- Тернопольская область (название изменено с Тарнопильской 9 августа 1944 года в связи с изменением названия областного центра)
- Харьковская область
- Херсонская область (созданная 30 марта 1944 года из частей Николаевской и Запорожской областей)
- Черновицкая область
- Черниговская область

Кроме этого в 1944—1951 годах несколько менялись границы УССР (и БССР) с Польшей.
- Так в октябре 1944 года к Польше перешли Горинецкий, Любачивский, Ляшкивский, Синявский и Угнивский районы Львовской области
- В марте 1945 года к Польше перешли Бирчанский, Лискивский и западная часть Перемышльского (с центром) района Дрогобычской области.
- В мае 1948 года к Польше перешел Медикивский район Дрогобычской области.
- В 1951 году к Польше перешел Нижне-Устрицкий район Дрогобычской области.
- 15 февраля из Польши в состав УССР перешел Забужский район (административный центр — город Белз). Сейчас на территории района расположен город Червоноград.

## Административное деление на конец1954 года
В честь трёхсотлетия воссоединения Украины и России в административном составе УССР произошли значительные изменения:
- 7 января 1954 года создана Черкасская область (из частей Киевской, Полтавской, Кировоградской областей)
- 4 февраля 1954 года Каменец-Подольская область переименована в Хмельницкую (название административного центра изменилось с Проскурова на Хмельницкий)
- 15 февраля 1954 года к Одесской области была присоединена Измаильская область. При этом некоторые районы Одесской области перешли в соседние Кировоградскую и Николаевскую
- 26 апреля 1954 года из состава РСФСР в состав УССР была передана Крымская область.

## Административное деление УССР в1970—1991 годах
С 1954 года на карте УССР произошли следующие изменения:
- 5 марта 1958 года Ворошиловградская область переименована (вместе с административным центром) в Луганскую область
- 21 мая 1959 года в состав Львовской области были включены все районы Дрогобычской области (ликвидирована)
- 9 ноября 1961 года Сталинская область переименована (вместе с административным центром) в Донецкую область
- 9 ноября 1962 года Станиславская область переименована (вместе с административным центром) в Ивано-Франковскую область
- В январе 1965 года в состав Черниговской области УССР перешел Талалаевский район Сумской области
- 5 января 1970 года Луганская область переименована (вместе с административным центром) в Ворошиловградскую область

Таким образом в УССР было 25 областей.
20 апреля 1978 года в соответствии с новой конституцией УССР город республиканского подчинения Киев выведен из состава Киевской области.
Дальнейшие изменения административного устройства УССР связаны лишь с переименованием Ворошиловградской области (центр Луганск) на Луганскую область (центр Луганск) в связи с переименованием областного центра 4 мая 1990 года.
19 июня 1991 года изменён статус Крымской области на автономную республику (Крымская АССР). Севастополь был выведен из состава Крымской области и передан в республиканское ведение ещё в 1948 году. Де-факто одновременно с изменением статуса столицы УССР Киева, был изменён статус Севастополя, он стал городом республиканского подчинения (значения). 
Со времён распада Советского Союза также увеличилось общее количество районов Украины, некоторые города районного подчинения перешли к областному, появились новые города и посёлки.